# Peppino Spadaro
Peppino Spadaro, all'anagrafe Giuseppe Spadaro (Catania, 6 agosto 1898 – Roma, 20 novembre 1950), è stato un attore italiano.

## Biografia
Debutta come attore nel teatro di varietà, nell'avanspettacolo e nella prosa dialettale, per iniziare la sua carriera nel cinema diretto da Alessandro Blasetti nella pellicola 1860. Fratello degli attori Umberto Spadaro, Grazia Spadaro, Italia Spadaro e Mariuccia Spadaro, lavora ininterrottamente nel cinema, come caratterista, sino alla morte avvenuta a Roma nel 1950.

## Filmografia
- 1860, regia di Alessandro Blasetti (1933)
- San Giovanni Decollato, regia di Amleto Palermi (1940)
- Gian Burrasca, regia di Sergio Tofano (1942)
- La bisbetica domata, regia di Ferdinando Maria Poggioli (1942)
- Labbra serrate, regia di Mario Mattoli (1942)
- Gelosia, regia di Ferdinando Maria Poggioli (1942)
- Fuga a due voci, regia di Carlo Ludovico Bragaglia (1943)
- La vispa Teresa, regia di Mario Mattoli (1943)
- Inviati speciali, regia di Romolo Marcellini (1943)
- Lettere al sottotenente, regia di Goffredo Alessandrini (1943)
- Enrico IV, regia di Giorgio Pàstina (1943)
- L'abito nero da sposa, regia di Luigi Zampa (1943)
- Addio, amore!, regia di Gianni Franciolini (1944)
- Il diavolo va in collegio, regia di Jean Boyer (1944)
- Due lettere anonime, regia di Mario Camerini (1945)
- Il ratto delle Sabine, regia di Mario Bonnard (1945)
- Sciuscià, regia di Vittorio De Sica (1946)
- L'atleta di cristallo, regia di Enzo Fiermonte (1946)
- Il corriere di ferro, regia di Francesco Zavatta (1946)
- Tombolo, paradiso nero, regia di Giorgio Ferroni (1947)
- Arrivederci, papà!, regia di Camillo Mastrocinque (1947)
- Fiamme sul mare, regia di Michał Waszyński (1947)
- Anni difficili, regia di Luigi Zampa (1948)
- Un mese d'onestà, regia di Domenico Gambino (1948)
- 11 uomini e un pallone, regia di Giorgio Simonelli (1948)
- Una lettera all'alba, regia di Giorgio Bianchi (1948)
- Ladri di biciclette, regia di Vittorio De Sica (1948)
- in nome della legge, regia di Pietro Germi (1949)
- Se fossi deputato, regia di Giorgio Simonelli (1949)
- Signorinella, regia di Mario Mattoli (1949)
- Donne senza nome, regia di Géza von Radványi (1949)
- Cavalcata d'eroi, regia di Mario Costa (1949)
- Margherita da Cortona, regia di Mario Bonnard (1949)
- Vogliamoci bene!, regia di Paolo William Tamburella (1949)
- Biancaneve e i sette ladri, regia di Giacomo Gentilomo (1949)
- Faddija - La legge della vendetta, regia di Roberto Bianchi Montero (1949)
- L'edera, regia di Augusto Genina (1950)
- È più facile che un cammello..., regia di Luigi Zampa (1950)
- L'inafferrabile 12, regia di Mario Mattoli (1950)
- Taxi di notte, regia di Carmine Gallone (1950)
- Terra senza tempo, regia di Silvestro Prestifilippo (1950)